# Theodor Benzinger
Theodor Hannes Benzinger (* 23. August 1905 in Stuttgart; † 26. Oktober 1999 in Bethesda) war ein deutschamerikanischer Physiologe.

## Leben
Benzinger absolvierte nach dem Abschluss seiner Schullaufbahn an den Universitäten Tübingen, München und Berlin ein Studium der Medizin und der Naturwissenschaften. Das Studium beendete Benzinger mit Promotion zum Dr. phil. et med.
Benzinger trat 1933 der SA und zum 1. Mai desselben Jahres der NSDAP bei (Mitgliedsnummer 2.306.328). Er war ab 1934 am Physiologischen Institut der Universität Göttingen unter Hermann Rein tätig. Seine Habilitation erfolgte 1938 an der Medizinischen Fakultät der Universität Göttingen mit der Schrift „Untersuchungen über die Atmung und den Gasstoffwechsel, insbesondere bei Sauerstoffmangel und Unterdruck, mit fortlaufend unmittelbar aufzeichnenden Methoden“. Während des Zweiten Weltkrieges leitete Benzinger ab 1940 das Flugmedizinische Institut der der Erprobungsstelle Rechlin, das dem Reichsluftfahrtministerium unterstellt war. Seine Arbeits- und Forschungsschwerpunkte waren Atmungsphysiologie, Höhenanpassung, Wärmeregulierung und Entsalzungsforschung. Benzinger nahm an der Tagung über Ärztliche Fragen bei Seenot und Winternot am 26. und 27. Oktober 1942 in Nürnberg teil, wo auch über die „Unterkühlungsversuche“ im KZ Dachau referiert wurde. Bei der Deutschen Akademie für Luftfahrtforschung war er korrespondierendes Mitglied und veröffentlichte mehrere wissenschaftliche Beiträge in den Schriften der Deutschen Akademie der Luftfahrtforschung. Benziger wurde bis zum Obermedizinalrat befördert.
Nach Kriegsende war Benzinger am Kaiser-Wilhelm-Institut für medizinische Forschung in Heidelberg tätig, wo er im September 1946 festgenommen und nach wenigen Monaten wieder aus alliierter Internierung entlassen wurde. Im Rahmen der Operation Paperclip wurde Benzinger 1947 in die USA zur Randolph Air Force Base verbracht. Benzinger wurde Direktor am Bioenergetischen Instituts des Naval Medical Research Institute (NMRI) in Bethesda und bekleidete diese Funktion bis 1970. Danach war er noch für vier Jahre am National Institute of Standards and Technology in Gaithersburg tätig. Benzinger hatte Patente auf verschiedene Erfindungen, seine wichtigste war 1964 die Entwicklung des Ohrthermometers. Benzinger, der 1955 amerikanischer Staatsbürger wurde, war verheiratet und hatte vier Kinder.
Seit 1923 war er Mitglied der Studentenverbindung Akademische Gesellschaft Stuttgardia Tübingen.